# فيروسات مجزأة
فيروسات مجزأة (بالإنجليزية: Partitiviridae)‏ عائلة فيروسات بجينوم ثنائي سلسلة الرنا يصنف ضمن المجموعة الثالثة في تصنيف بلتيمور، يصيب النباتات والفطور ، اٍسمها (باللاتينية: partitius) بمعنى مجزأة، وسميت بذلك لأن لديها جينوم مجزأ.
تضم هذه العائلة ثلاث أجناس هي:

## وصلات خارجية
نطاق فيروسي فيروسات مجزأة